# Elegy (The Twilight Zone)
Elegy is een aflevering van de Amerikaanse televisieserie The Twilight Zone.

## Plot

### Opening
The time is the day after tomorrow. The place: A far corner of the universe. The cast of characters: Three men lost amongst the stars, three men sharing the common urgency of all men lost— they're looking for home. And in a moment they'll find home, not a home that is a place to be seen but a strange, unexplainable experience to be felt.
— Rod Serling

### Verhaal
Wanneer hun ruimteschip door zijn brandstof heen raakt, landen astronauten Meyers, Webber en Kirby op een afgelegen planetoïde. Het blijkt dat de planetoïde sterk op de aarde lijkt. Overal zijn aardse huizen, maar er lijkt vrijwel niemand anders te zijn. Uiteindelijk vinden ze een man bij een boerderij, maar hij blijkt een standbeeld te zijn.
Al snel blijken overal alle bewoners van de planetoïde stokstijf stil te staan alsof ze bevroren zijn in de tijd. Zo zien de astronauten onder andere een stadhuis waarin een man blijkbaar net tot burgemeester is verkozen en een schoonheidswedstrijd. Pas wanneer de vier astronauten het gebouw van de schoonheidswedstrijd uitlopen, ziet de kijker dat een van de mensen in het publiek beweegt.
De astronauten kijken nog een tijdje rond en worden steeds onrustiger door het hele gebeuren. Ze worden wanhopig om iemand te vinden die wel beweegt. Die vinden ze uiteindelijk in de gedaante van Wickwire, de opzichter van de plaats. Hij vertelt hen dat de planetoïde een exclusief kerkhof is opgericht in 1973, waar rijke mensen na hun dood alsnog hun grootste wens kunnen laten uitkomen. Hij vertelt ook dat kort na de oprichting een nucleaire oorlog de aarde heeft getroffen; iets waar de aarde en de mensheid pas 200 jaar later weer bovenop zijn gekomen. Hij serveert de drie wijn en vraagt naar hun grootste wens. De astronauten antwoorden dat hun grootste wens is dat hun schip gemaakt wordt zodat ze naar huis kunnen. Dan beseffen ze plotseling dat de wijn vergiftigd is. Terwijl de astronauten door vergiftiging sterven, biedt Wickwire (die een robot blijkt te zijn) zijn excuses aan; hij moet er kostte wat het kost voor zorgen dat de rust van de doden op de planetoïde niet verstoord wordt.
Aan het eind van de aflevering zet Wickwire de dode lichamen van de astronauten in hun ruimteschip, in een positie alsof het lijkt dat ze op weg zijn naar huis; precies zoals hun wens was.

### Slot
Kirby, Webber, and Meyers, three men lost. They shared a common wish, a simple one, really: They wanted to be aboard their ship, headed for home. And fate, a laughing fate, a practical jokester with a smile that stretched across the stars, saw to it that they got their wish, with just one reservation: The wish came true, but only in the Twilight Zone.
— Rod Serling

## Rolverdeling
- Cecil Kellaway : Jeremy Wickwire
- Jeff Morrow: Kurt Meyers
- Kevin Hagen : Captain James Webber
- Don Dubbins : Peter Kirby

## Notitie
De aflevering is gebaseerd op het korte verhaal Elegy van Charles Beaumont. Dit verhaal werd voor het eerst gepubliceerd in Imagination (februari, 1953).

## Trivia
- De Canadese industrialband Skinny Puppy gebruikte dialoog uit deze aflevering in hun singles 200 Years, Chainsaw en Dig It.
- De New Jersey band Preschool Tea Party Massacre gebruikte dialoog van deze aflevering in de opening van hun nummer Fuck Her And Kill Her But Not In That Order.